# Rumersheim-le-Haut
Rumersheim-le-Haut település Franciaországban, Haut-Rhin megyében. Lakosainak száma 1052 fő (2022. január 1.). Rumersheim-le-Haut Roggenhouse, Blodelsheim, Munchhouse, Bantzenheim és Chalampé községekkel határos.

## Népesség
A település népessége az elmúlt években az alábbi módon változott:
| Lakosok száma | 1113 | 1095 | 1114 | 1079 | 1069 | 1059 | 1049 | 1058 | 1052 |
|               | 2013 | 2015 | 2016 | 2017 | 2018 | 2019 | 2020 | 2021 | 2022 |